# AquaDom
O AquaDom foi um aquário cilíndrico de água salgada. Foi o maior aquário cilíndrico do mundo e estava no interior do hotel Radisson Collection em Berlim, próximo da Ilha dos Museus e da Alexanderplatz.

## História

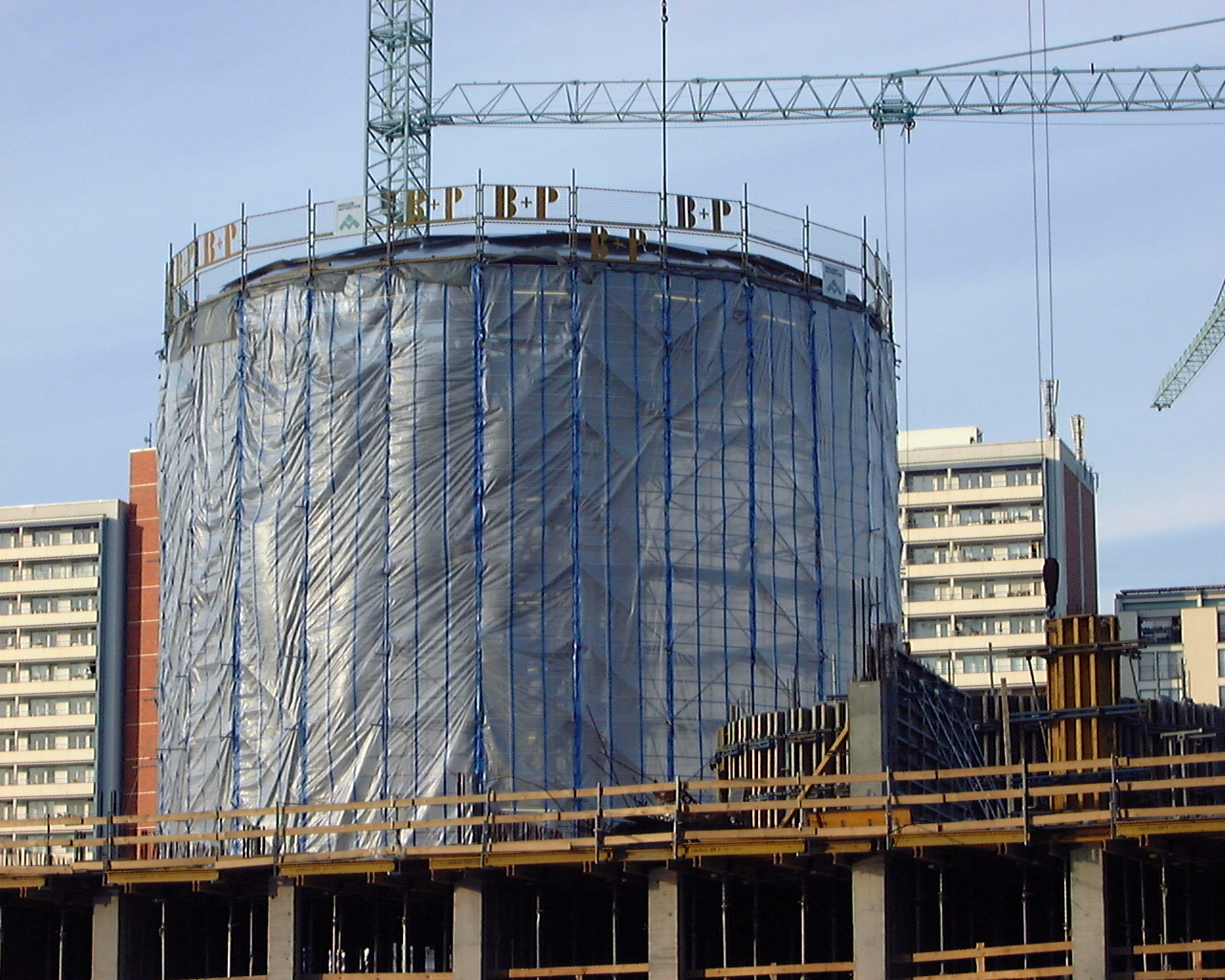
O aquário em construção, junho de 2002

O AquaDom foi inaugurado a 2 de dezembro de 2003, e custou cerca de 12,8 milhões de euros. O cilindro de acrílico foi produzido pela International Concept Management, Inc. usando painéis Reynolds Polymer Technology, com desenhos de arquitetura de Sergei Tchoban. Ele estava localizado no mesmo prédio da atração Sea Life, mas pertencia e era operado por uma empresa diferente: Union Investment.
O aquário foi construído com 41 painéis de acrílico – 26 painéis para o cilindro externo e 15 painéis para o cilindro interno do elevador – que foram colados no local. O AquaDom foi inaugurado com um diâmetro de cerca de 11 m (36 pés) e uma altura de cerca de 16 m (52 pés), apoiado em uma fundação de 9 m (30 pés) de altura, continha o Guinness World Record por ser o maior aquário cilíndrico do mundo.

### Ruptura e destruição
O tanque cilíndrico estourou às 5h45min do dia 16 de dezembro de 2022. Aproximadamente 1 milhão de litros (260 000 US gal; 220 000 imp gal) de água derramaram no hotel e na rua, junto com os 1500 peixes que hospedava, devastando o interior do hotel e provocando uma implantação em larga escala de equipes de resgate. Duas pessoas ficaram feridas e hospitalizadas, com autoridades e a mídia observando que o colapso provavelmente teria resultado em várias mortes se tivesse ocorrido no final do dia. A maioria dos 1 500 peixes foram mortos como resultado. Centenas de peixes menores nos tanques de reprodução da instalação foram ameaçados quando a energia foi perdida, mas eles foram resgatados com sucesso. A equipe de resgate da Technisches Hilfswerk (THW) concluiu a operação após 12 horas, mas o saguão e o átrio do hotel permaneceram devastados - "Parece um campo de batalha".
A chuva de água danificou várias localidades próximas, incluindo uma loja de chocolates Lindt, e foi forte o suficiente para ser detectada por sismógrafos locais. A maior parte da água foi drenada para os bueiros e esgotos da rua. O porão do Museu DDR foi inundado e prevê-se que permaneça fechado durante alguns meses. Sandra Weeser, membro do Bundestag, que estava hospedado no hotel na época, descreveu ter sido acordada por "uma espécie de onda de choque". Não havia suspeita de sabotagem, com um porta-voz dos proprietários do tanque afirmando que o motivo do colapso ainda não estava claro. Antes de uma investigação, a fadiga do material foi apontada como uma causa possível, e a grande diferença de temperatura, a temperatura noturna em Berlim era de –9°C (16°F), enquanto a da água era de 26°C (79°F), foi identificado como perigoso para o material.
Falhas e grandes vazamentos ocorreram em vários grandes aquários de acrílico antes, incluindo o T-Rex Café no Disney Springs, em Orlando e o Dubai Aquarium no Dubai Mall.

## Características
A coluna de água era de 14 metros (46 pés). Era preenchido com 1 milhão de litros (260.000 US gal; 220.000 imp gal) de água salgada, continha cerca de 1 500 peixes tropicais de mais de 100 espécies. Para alimentar os peixes, eram necessários 8 kg (18 lb) de outros peixes diariamente. Tanto a alimentação quanto a limpeza do tanque foram realizadas diariamente por uma equipe de mergulhadores. De acordo com a Union Invest, o proprietário do complexo de edifícios, a espessura da parede do cilindro externo de acrílico era de 22 centímetros (8,7 pol) na parte inferior e 18 centímetros (7,1 pol) na parte superior. A temperatura da água foi mantida a 26-27°C (79-81°F).
Em 2020, o aquário foi reformado e atualizado, com toda a água drenada do tanque e os peixes temporariamente transferidos para um criadouro no porão. Segundo o proprietário, as vedações foram renovadas na base e um nível de vedação adicional foi instalado. O cilindro foi consertado e polido em alguns lugares. Trabalhos de manutenção no elevador foram executados.